# Phan Văn Tiệm
Phan Văn Tiệm (23 tháng 11 năm 1933 – 18 tháng 6 năm 2024) là một nhà kinh tế và chính trị gia người Việt Nam, ông từng đảm nhiệm chức vụ Ủy viên Ban Chấp hành Trung ương Đảng Cộng sản Việt Nam; Chủ nhiệm Ủy ban Vật giá Nhà nước; Bộ trưởng phụ trách một số công tác của Chính phủ; Phó Chủ tịch Hội đồng tài chính tiền tệ quốc gia; Bí thư Đảng ủy, Chủ tịch Hội đồng quản trị Tổng công ty Hàng không Việt Nam.

## Thân thế
Phan Văn Tiệm sinh ngày 23 tháng 11 năm 1933, quê quán xã Đức Yên, huyện Đức Thọ, tỉnh Hà Tĩnh.
Ông từng là sinh viên của Trường Đại học Thương mại, sau đó làm giảng viên khoa Vật giá Đại học Kinh tế Quốc dân.
Năm 1984, ông giữ chức Quyền Chủ nhiệm Ủy ban Vật giá Nhà nước.
Năm 1986, ông được bầu làm Ủy viên Dự khuyết Ban Chấp hành Trung ương Đảng Cộng sản Việt Nam, chính thức năm 1991.
Từ năm 1987 đến năm 1992, ông giữ chức Bộ trưởng, Chủ nhiệm Ủy ban Vật giá Nhà nước.
Năm 1992, ông giữ chức vụ Bộ trưởng, Phó chủ tịch thường trực Hội đồng Tài chính tiền tệ nhà nước; đồng thời chỉ đạo công tác các ngành Du lịch, Hải quan, Thống kê, Trọng tài kinh tế, Vật giá, Dự trữ quốc gia, Chủ tịch Hội đồng Quản trị Tổng công ty Hàng không Việt Nam, Chủ tịch Hội hữu nghị Việt Nam – Ukraina, Phó Trưởng ban chỉ đạo Trung ương đổi mới doanh nghiệp, Trưởng ban chỉ đạo Trung ương đổi mới doanh nghiệp (1994–1997).
Sau khi nghỉ hưu, ông tham gia công tác nghiên cứu giảng dạy, giữ chức Phó Hiệu trưởng ĐH Quản lý và kinh doanh Hà Nội, Phó Chủ tịch Hội khoa học Kinh tế Việt Nam.
Phan Văn Tiệm qua đời vào ngày 18 tháng 6 năm 2024 tại Thành phố Hồ Chí Minh. Ông đã được Nhà nước Việt Nam tặng thưởng Huân chương Độc Lập hạng Nhì và Huy hiệu 60 năm tuổi Đảng.